# Прохладное (Смоленская область)
Прохладное — деревня в Краснинском районе Смоленской области России. Входит в состав Гусинского сельского поселения. 
Расположена в западной части области в 13 км к северо-западу от Красного, в 3,5 км южнее автодороги М1 «Беларусь», на берегу реки Днепр. В 3 км северо-восточнее деревни расположена железнодорожная станция Гусино на линии Москва — Минск. 

## История
В годы Великой Отечественной войны деревня была оккупирована гитлеровскими войсками в июле 1941 года, освобождена в сентябре 1943 года.